# Zone urbaine sensible

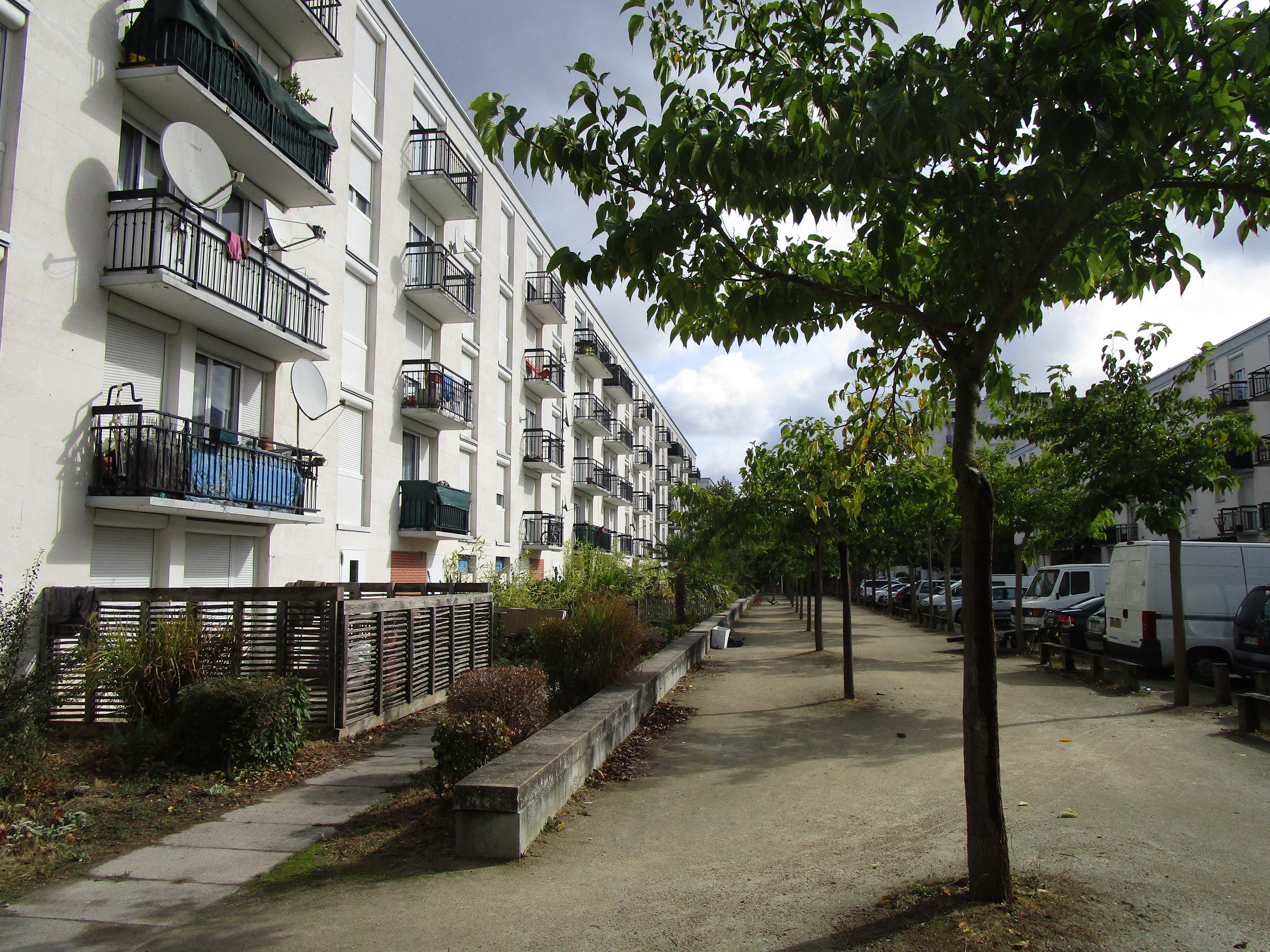
Quartier La Rabière, à Joué-lès-Tours.

Une zone urbaine sensible (ou ZUS) était un territoire infra-urbain défini par les pouvoirs publics français pour être la cible prioritaire de la politique de la ville entre 1996 et 2014. Elles étaient au nombre de 751, dont 718 en France métropolitaine, et concernaient près de 7 % de la population française (soit 4,5 millions de personnes).
La loi no 96-987 du 14 novembre 1996 relative à la mise en œuvre du Pacte de relance pour la ville a défini dans son article 2 les zones urbaines sensibles (ZUS), parmi lesquelles on distingue les zones de redynamisation urbaine (ZRU) et les zones franches urbaines (ZFU). Les ZRU et les ZFU bénéficient d'aides spécifiques sous forme d'exonérations fiscales et sociales.
Les zones urbaines sensibles constituaient un sous-ensemble de l'ensemble plus large des 2 500 quartiers prioritaires objet des contrats urbains de cohésion sociale (CUCS) qui ont succédé aux contrats de ville.
L’article 6 de la Loi d'orientation et de programmation pour la ville et la rénovation urbaine du 1er août 2003 (loi Borloo) modifié par la loi du 18 janvier 2005 dispose par ailleurs que le programme national de rénovation urbaine (PNRU) vise à restructurer, dans un objectif de mixité sociale et de développement durable, les quartiers classés en zone urbaine sensible.
Les ZUS ont été supprimées et remplacées par les quartiers prioritaires de la politique de la ville (QPPV) le 1er janvier 2015.

## Les zones urbaines sensibles: 4,4 millions d’habitants (en 2006)

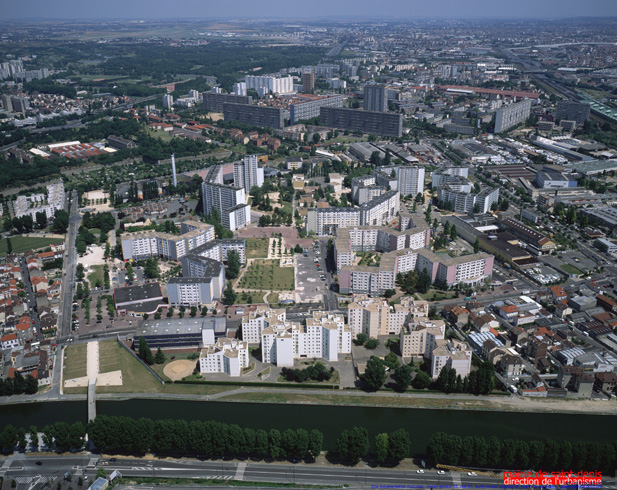
Le Franc-Moisin, quartier de Saint-Denis.

Les zones urbaines sensibles formalisent la notion de « quartier en difficulté ». Définies dans la loi de novembre 1996, elles sont « caractérisées [notamment] par la présence de grands ensembles ou de quartiers d'habitat dégradé et par un déséquilibre accentué entre l'habitat et l'emploi ». La sélection des ZUS s’est opérée sur des critères qualitatifs (« grands ensembles », « déséquilibre emploi/habitat ») et sur une analyse conjointe des élus et de l’État.
Les ZUS sont au nombre de 751 depuis l'an 2000 (dont 34 dans les DOM). La liste complète des ZUS est disponible sur le site de la Délégation interministérielle à la ville sous la forme de l'Atlas des zones urbaines sensibles.
Les habitants des ZUS représentaient en 2006 environ 7 % de la population de la France en 2006. La proportion la plus élevée est atteinte dans les DOM (aux environs de 15 % à la Réunion et en Guyane), en métropole elle dépasse 10 % dans trois régions : Nord-Pas-de-Calais, Île-de-France et Corse. La population habitant dans les ZUS tend à décroître légèrement (-0,3 % par an depuis 1999, contre + 1 % pour l'ensemble de la population).
Les jeunes de moins de 25 ans représentent 39,9 % de la population dans les ZUS. Caractéristique des grandes agglomérations – les jeunes dans les agglomérations accueillant des ZUS représentent 29 % de la population – cette jeunesse de la population est encore plus marquée dans les ZUS, traduisant en partie la difficulté des jeunes des quartiers ZUS à trouver une issue aux difficultés d'insertion qu'ils rencontrent. Par ailleurs, environ 60 % des habitants des ZUS (ménages) sont locataires en HLM, contre seulement 20 % en moyenne dans les agglomérations correspondantes. Enfin, la proportion de population d'origine étrangère (étrangers ou français par acquisition) y est deux fois plus élevée dans les Zus (17,5 %) que dans le reste de ces agglomérations.
Le suivi de la politique sociale dans les Zus est assuré par l'Observatoire national des zones urbaines sensibles (ONZUS), créé par la loi du 1er août 2003 et placé auprès du ministre chargé de la ville. L'observatoire a reçu mission de « mesurer l’évolution des inégalités sociales et des écarts de développement dans chacune des zones urbaines sensibles […], de mesurer les moyens spécifiques mis en œuvre et d’en évaluer les effets par rapport aux objectifs [de la loi] ». Il publie chaque année un rapport sur l’évolution des écarts entre les zones urbaines sensibles et le reste de leur agglomération sur la base d’indicateurs spécifiques : chômage, logement, développement économique, réussite scolaire, accès au système de santé, sécurité...

## Les zones de redynamisation urbaine (ZRU) et les zones franches urbaines (ZFU)

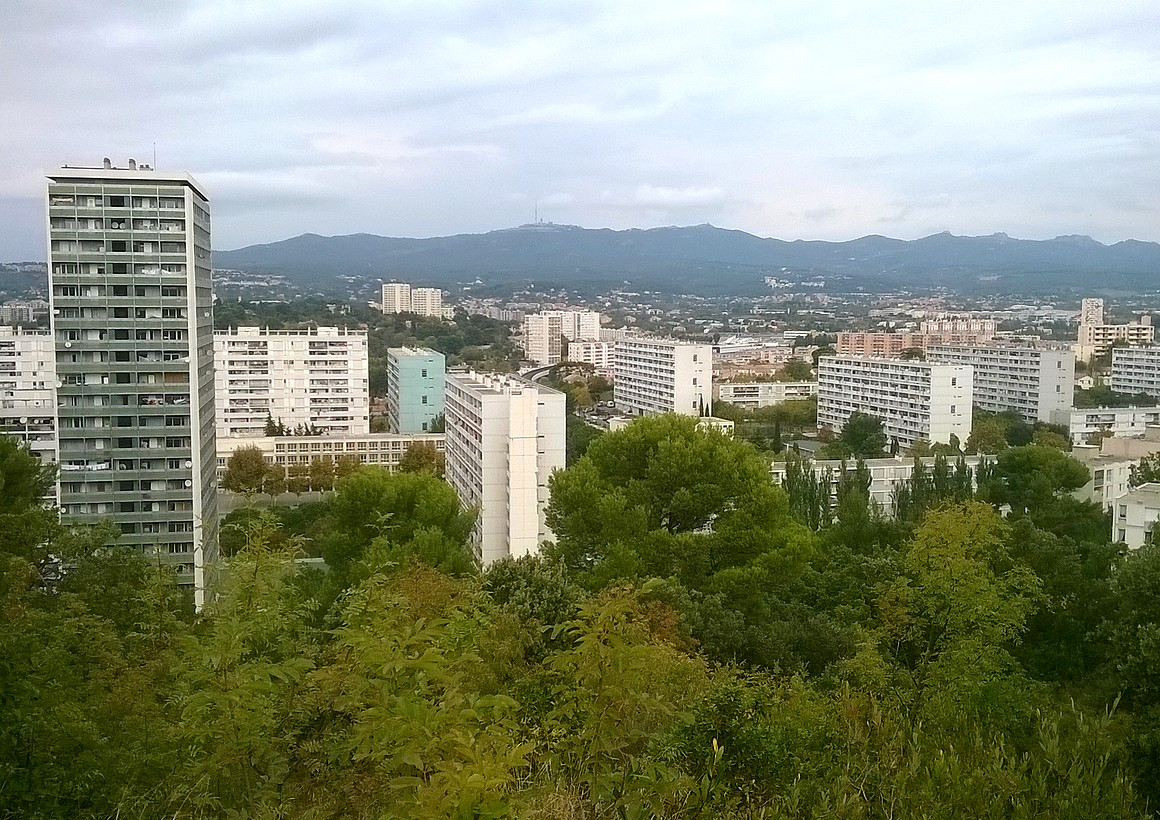
Quartier Frais-Vallon, 13e arrondissement de Marseille.

Parmi les zones urbaines sensibles, certaines ont été qualifiées zones de redynamisation urbaine (ZRU), d'autres zones franches urbaines (ZFU), suivant un ordre de soutien croissant correspondant à des difficultés particulières elles-mêmes croissantes :
- les zones de redynamisation urbaine (ZRU) sont caractérisées par un taux de chômage élevé, une large proportion de personnes non diplômées et un faible potentiel fiscal. Au nombre de 416 (dont 20 dans les DOM), ces ZRU représentent un peu plus de la moitié des ZUS en nombre et un peu plus des deux tiers de la population des ZUS (3,2 millions d'habitants en 1999) ;
- les zones franches urbaines (ZFU) sont des ZRU d'une taille supérieure à 8 500 habitants et nécessitent l'aide la plus importante. Les entreprises qui s'y implantent reçoivent des aides incitatives, d'où le nom de zone franche. Au nombre de 100 (dont 7 dans les DOM), les ZFU représentent un peu moins du tiers de la population des ZUS (1,4 million d'habitants en 1999). Le dispositif des ZFU a été élargi progressivement : aux 38 ZFU[8], créées en 1997 pour une durée de vingt ans, sont venues s'ajouter 41 nouvelles ZFU créées en 2004 pour une durée de quatre ans et 15 ZFU dites de troisième génération à l'été 2006[9]. Les ZFU, créées à l'origine pour cinq ans, ont été prorogées jusqu'au 31 décembre 2011, puis reconduites jusqu'au 31 décembre 2014 avec un durcissement des conditions d'accès aux exonérations fiscales, désormais conditionnées aux exonérations de cotisations sociales patronales ZFU.

## Dispositions particulières concernant les ZUS
L'article 19 de la loi du 5 mars 2007 relative à la prévention de la délinquance introduit l'article L. 300-7 dans le Code de l'urbanisme, autorisant le préfet à obliger le propriétaire d'un centre commercial dégradé à le rénover, lorsque celui-ci est situé dans une ZUS et que son état compromet « la rénovation urbaine d'un quartier »,.

## Chômage élevé et difficultés d'insertion des jeunes

Évolution comparée du taux de chômage dans les quartiers des Zones urbaines sensibles (ZUS) et en France (Métropole) entre 2003 et 2008

En 2009, le taux de chômage a atteint 18,6 % en ZUS contre 9,5 % pour l'ensemble du territoire (France y compris DOM). Entre 2008 et 2009, l'impact de la crise s'est traduit par une progression de 1,7 point du taux de chômage dans les ZUS comme sur l'ensemble du territoire. L'écart de taux de chômage entre ZUS et l'ensemble du territoire est stable à 9,1 % après avoir atteint un maximum en 2005.
La population jeune des ZUS est particulièrement atteinte par le chômage : en 2009, le taux de chômage des jeunes (15 - 29 ans) y atteint 29,5 %, contre 16,9 % pour l'ensemble des jeunes de la même tranche d'âge sur l'ensemble du territoire.
En 2009, seulement 20 % des jeunes actifs des ZUS sont diplômés du supérieur, contre 32 % pour l’ensemble des jeunes en métropole. Mais le moindre niveau de formation n'explique pas à lui seul les difficultés rencontrées par les jeunes des ZUS. À sexe, diplôme et origine géographique comparables les jeunes des ZUS ont une probabilité plus élevée d’être au chômage après la fin de leurs études ou d’occuper un poste non qualifié.

## Pauvreté, risques d'exclusion

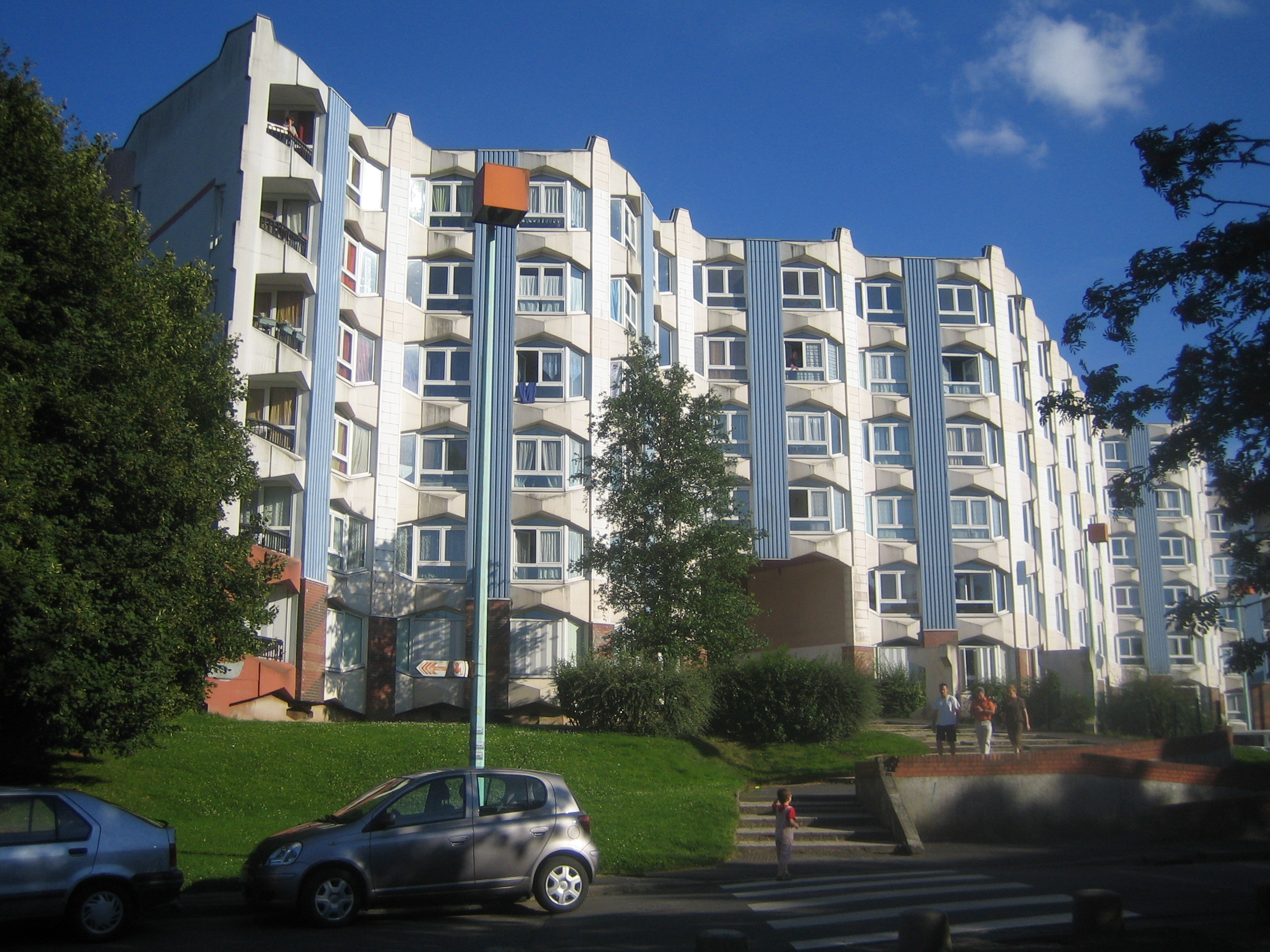
Triolo, quartier de Villeneuve-d'Ascq.

La part des personnes vivant en dessous du seuil de pauvreté (949 euros mensuels) était de 28,8 % en 2008 dans les zones urbaines sensibles contre 12 % dans le reste du territoire. Le revenu moyen des habitants des ZUS est inférieur d'environ 40 % au revenu moyen des agglomérations concernées. La proportion de bénéficiaires du revenu minimum d’insertion (RMI) est deux fois plus importante dans les ZUS que sur l’ensemble du territoire métropolitain, soit 18 % contre 9,3 %.
Les difficultés d'accès à l'emploi, le cumul des facteurs aggravants (notamment la proportion plus élevée de familles nombreuses ou de familles monoparentales) conduisent à un risque d'exclusion accru. Bien que la fréquence de la pauvreté dans les ZUS n'ait pas progressé (depuis 2006), son intensité a progressé ces dernières années.
Cette concentration de précarités dans un environnement parfois défavorisé peut amener à parler de ségrégation à l'échelle des quartiers concernés. Ce risque de ségrégation, sociale, démographique, exprime aussi un risque de ségrégation suivant l'origine nationale ou géographique. Parmi les immigrés et leurs enfants, ceux originaires du Maghreb, d'Afrique subsaharienne et de Turquie, qui connaissent le plus fort risque de ségrégation quant à leur résidence, constituent plus du tiers de la population des quartiers ZUS.

## Population des ZUS des principales Unités urbaines
Source : Données urbaines infra-communales par quartier (ZUS et CUCS) sur le site de l'Insee
| Unité urbaine (agglomération)        | Population ZUS (1999) | Rang population ZUS (1999) | Population unité urbaine (1999) | Rang unité urbaine (1999) | Pourcentage ZUS | Nombre de ZUS | Population moyenne ZUS (1999) |
| Paris (agglomération parisienne)     | 1 262 037             | 1                          | 9 644 507                       | 1                         | 13,1 %          | 148           | 8 527                         |
| Marseille- Aix-en-Provence           | 247 022               | 2                          | 1 349 772                       | 2                         | 18,3 %          | 18            | 13 723                        |
| Lyon                                 | 201 765               | 3                          | 1 348 832                       | 3                         | 14,2 %          | 28            | 6 862                         |
| Lille                                | 193 727               | 4                          | 1 000 900                       | 4                         | 19,4 %          | 16            | 12 108                        |
| Bordeaux                             | 99 166                | 5                          | 705 564                         | 7                         | 14,1 %          | 13            | 7 628                         |
| Creil et son Bassin                  | 83 255                | 6                          | 86 765                          | 10                        | 19,5 %          | 10            | 8 326                         |
| Douai-Lens                           | 75 386                | 7                          | 518 739                         | 9                         | 14,5 %          | 20            | 3 769                         |
| Nice                                 | 53 525                | 8                          | 888 784                         | 5                         | 6,0 %           | 5             | 10 705                        |
| Valenciennes                         | 52 620                | 9                          | 357 395                         | 13                        | 14,7 %          | 16            | 3 289                         |
| Toulouse                             | 46 657                | 10                         | 761 090                         | 6                         | 6,1 %           | 5             | 9 331                         |
| Toulon                               | 46 566                | 11                         | 298 004                         | 16                        | 15,6 %          | 9             | 5 174                         |
| Nantes                               | 46 330                | 12                         | 544 932                         | 8                         | 8,5 %           | 6             | 7 722                         |
| Rennes                               | 46 227                | 13                         | 272 263                         | 20                        | 17,0 %          | 5             | 9 245                         |
| Rouen                                | 45 835                | 14                         | 389 862                         | 12                        | 11,8 %          | 10            | 4 584                         |
| Grenoble                             | 41 026                | 15                         | 419 334                         | 11                        | 9,8 %           | 7             | 5 861                         |
| Nancy                                | 39 603                | 16                         | 331 363                         | 14                        | 12,0 %          | 6             | 6 601                         |
| Montpellier                          | 33 443                | 17                         | 287 981                         | 19                        | 11,6 %          | 5             | 6 689                         |
| Metz                                 | 30 992                | 18                         | 322 526                         | 15                        | 9,6 %           | 6             | 5 165                         |
| Tours                                | 21 235                | 19                         | 297 631                         | 17                        | 7,1 %           | 4             | 5 309                         |
| Saint-Étienne                        | 19 951                | 20                         | 291 960                         | 18                        | 6,8 %           | 5             | 3 990                         |
| Orléans                              | N/C                   | N/C                        | 275 928                         | 23                        | N/C             | 6             | N/C                           |
| Ensemble principales unités urbaines | 2 676 739             | N/C                        | 20 734 612                      | N/C                       | 13,1 %          | 349           | 7 827                         |

## Principales communes de France (hors Île-de-France) à ZUS importante
Source : journal du net
Voir aussi : Données urbaines infra-communales par quartier (ZUS et CUCS) sur le site de l'Insee.
| Département        | Commune                  | Population ZUS | Population commune 1999 | % Population ZUS 1999 |
| ------------------ | ------------------------ | -------------- | ----------------------- | --------------------- |
| Oise               | Creil                    | 34 429         | 39 283                  | 87,59 %               |
| Aube               | La Chapelle-Saint-Luc    | 12 064         | 14 447                  | 83,50 %               |
| Gironde            | Lormont                  | 16 886         | 21 343                  | 79,12 %               |
| Nord               | Roubaix                  | 74 382         | 96 984                  | 76,70 %               |
| Sarthe             | Allonnes                 | 9 361          | 12 332                  | 75,91 %               |
| Côte-d'Or          | Chenôve                  | 10 974         | 16 257                  | 67,50 %               |
| Rhône              | Vaulx-en-Velin           | 26 503         | 40 300                  | 66%                   |
| Oise               | Montataire               | 18 446         | 28 367                  | 65,03 %               |
| Seine-Maritime     | Canteleu                 | 9 021          | 15 430                  | 58,46 %               |
| Pas-de-Calais      | Le Portel                | 6 212          | 10 720                  | 57,95 %               |
| Moselle            | Creutzwald               | 8 136          | 14 360                  | 56,66 %               |
| Nord               | Mons-en-Barœul           | 12 787         | 23 017                  | 55,55 %               |
| Moselle            | Woippy                   | 7 532          | 13 755                  | 54,76 %               |
| Moselle            | Fameck                   | 6 872          | 12 635                  | 54,39 %               |
| Doubs              | Montbéliard              | 14 462         | 27 570                  | 52,46 %               |
| Gard               | Beaucaire                | 7 201          | 13 748                  | 52,38 %               |
| Oise               | Villers-Saint-Paul       | 6 017          | 12 048                  | 49,94 %               |
| Rhône              | Saint-Fons               | 7 815          | 15 671                  | 49,87 %               |
| Meurthe-et-Moselle | Vandœuvre-lès-Nancy      | 15 952         | 32 048                  | 49,78 %               |
| Eure-et-Loir       | Dreux                    | 15 556         | 31 849                  | 48,84 %               |
| Nord               | Hem                      | 9 283          | 19 675                  | 47,18 %               |
| Côte-d'Or          | Dijon (Fontaine d'Ouche) | 5 736          | 12 176                  | 47,11 %               |
| Oise               | Nogent-sur-Oise          | 4 670          | 29 963                  | 46,87 %               |
| Meurthe-et-Moselle | Laxou                    | 7 133          | 15 288                  | 46,66 %               |
| Marne              | Vitry-le-François        | 7 590          | 16 737                  | 45,35 %               |
| Charente           | Soyaux                   | 4 574          | 10 177                  | 44,94 %               |
| Nord               | Saint-Pol-sur-Mer        | 10 471         | 23 337                  | 44,87 %               |
| Aisne              | Saint-Quentin            | 26 491         | 59 066                  | 44,85 %               |
| Seine-Maritime     | Gonfreville-l'Orcher     | 4 439          | 9 938                   | 44,67 %               |
| Haute-Marne        | Saint-Dizier             | 13 495         | 30 900                  | 43,67 %               |
| Oise               | Laigneville              | 8 296          | 19 151                  | 43,32 %               |
| Orne               | Alençon                  | 12 318         | 28 935                  | 42,57 %               |
| Nord               | Condé-sur-l'Escaut       | 4 459          | 10 527                  | 42,36 %               |
| Pas-de-Calais      | Harnes                   | 5 664          | 13 700                  | 41,34 %               |
| Rhône              | Vénissieux               | 23 114         | 56 061                  | 41,23 %               |
| Pas-de-Calais      | Liévin                   | 13 674         | 33 427                  | 40,91 %               |
| Nord               | Hautmont                 | 6 524          | 16 029                  | 40,70 %               |
| Marne              | Châlons-en-Champagne     | 19 227         | 47 339                  | 40,62 %               |
| Maine-et-Loire     | Angers                   | 60 000         | 157 000                 | 38,2 %                |
| Savoie             | Chambéry                 | 20 743         | 59 490                  | 34,60 %               |

## Principales communes d'Île-de-France à ZUS importante
Source : journal du net
Voir aussi : Données urbaines infra-communales par quartier (ZUS et CUCS) sur le site de l'Insee.
| Département       | Commune                   | Population ZUS | Population commune 1999 | % Population ZUS 1999 |
| ----------------- | ------------------------- | -------------- | ----------------------- | --------------------- |
| Essonne           | Étampes                   | 12 000         | 21 842                  | 48,77 %               |
| Essonne           | Grigny                    | 22 962         | 24 512                  | 92,58 %               |
| Essonne           | Épinay-sous-Sénart        | 11 049         | 12 797                  | 86,34 %               |
| Essonne           | Brétigny-sur-Orge         | 10 422         | 21 650                  | 51,86 %               |
| Val-d'Oise        | Argenteuil                | 46 065         | 57 871                  | 79,60 %               |
| Seine-Saint-Denis | Clichy-sous-Bois          | 21 543         | 28 288                  | 76,70 %               |
| Yvelines          | Chanteloup-les-Vignes     | 6 513          | 8 980                   | 72,52 %               |
| Seine-Saint-Denis | Épinay-sur-Seine          | 30 736         | 46 409                  | 66,23 %               |
| Val-d'Oise        | Sarcelles                 | 15 983         | 26 145                  | 61,13 %               |
| Val-d'Oise        | Villiers-le-Bel           | 16 024         | 26 263                  | 61,01 %               |
| Essonne           | Evry-Courcouronnes        | 8 282          | 13 954                  | 59,35 %               |
| Yvelines          | Mantes-la-Jolie           | 25 503         | 43 672                  | 58,40 %               |
| Val-de-Marne      | Bonneuil                  | 10 612         | 15 361                  | 69,08 %               |
| Val-de-Marne      | Vitry-sur-Seine           | 40 677         | 78 154                  | 68,13 %               |
| Val-de-Marne      | Champigny-sur-Marne       | 15 000         |                         |                       |
| Seine-et-Marne    | Meaux                     | 27 114         | 49 421                  | 54,86 %               |
| Essonne           | Les Ulis                  | 14 032         | 25 785                  | 54,42 %               |
| Seine-et-Marne    | Melun                     | 18 859         | 35 695                  | 52,83 %               |
| Yvelines          | Achères                   | 9 637          | 18 942                  | 50,88 %               |
| Essonne           | Massy                     | 18 783         | 37 712                  | 49,81 %               |
| Seine-Saint-Denis | Sevran                    | 23 415         | 47 063                  | 49,75 %               |
| Essonne           | Vigneux-sur-Seine         | 12 735         | 25 652                  | 49,65 %               |
| Hauts-de-Seine    | Nanterre                  | 41 402         | 84 281                  | 49,12 %               |
| Hauts-de-Seine    | Colombes                  | 37 088         | 76 757                  | 48,32 %               |
| Yvelines          | Carrières-sous-Poissy     | 6 210          | 13 472                  | 46,10 %               |
| Yvelines          | Limay                     | 5 159          | 21 667                  | 44,22 %               |
| Seine-Saint-Denis | La Courneuve              | 15 566         | 35 310                  | 44,08 %               |
| Val-de-Marne      | Villeneuve-Saint-Georges  | 7 703          | 17 837                  | 43,19 %               |
| Yvelines          | Les Mureaux               | 13 682         | 31 739                  | 43,11 %               |
| Seine-et-Marne    | Le Mée-sur-Seine          | 9 086          | 21 217                  | 42,82 %               |
| Seine-et-Marne    | Dammarie-lès-Lys          | 8 815          | 20 659                  | 42,67 %               |
| Hauts-de-Seine    | Villeneuve-la-Garenne     | 9 368          | 22 349                  | 41,92 %               |
| Seine-et-Marne    | Nemours                   | 5 322          | 12 898                  | 41,26 %               |
| Hauts-de-Seine    | Châtenay-Malabry          | 12 245         | 30 621                  | 39,99 %               |
| Essonne           | Sainte-Geneviève-des-Bois | 8 689          | 32 128                  | 27%                   |

## Controverse de janvier 2015
En janvier 2015, après l'attentat contre Charlie Hebdo, plusieurs commentateurs de Fox News ont affirmé, à de nombreuses reprises et pendant plusieurs jours, que les zones urbaines sensibles étaient des « no-go zone (en) », des zones interdites aux non-musulmans, désinformant ainsi les téléspectateurs du monde entier.
Ces informations contestables, ont été relayées, avec humour, par le Petit Journal sur Canal+ qui a exigé des excuses de la chaîne de télévision d'information en continu américaine. Fox News s'est excusée quelques jours plus tard pour les commentaires inexacts sur les musulmans en Europe.
Le 20 janvier, la mairie de Paris annonce qu'elle va porter plainte contre la chaîne américaine,.